# 베저슈타디온
베저슈타디온 (Weserstadion)은 독일의 브레멘에 위치한 다목적 경기장이다. 이 경기장은 베저강의 북쪽 하류에 위치하였고, 주변은 공원으로 구성되어 있다. ("베르더" (Werder)는 독일어로 하중도(河中島)를 뜻한다.) 도심까지는 1km 정도 떨어져 있다.
이곳은 SV 베르더 브레멘의 홈 구장으로 쓰이며, 현재 주로 축구 경기를 위하여 사용된다. 이 경기장은 2006년 FIFA 월드컵의 후보 경기장으로 선정되었으나, 최종적으로는 탈락하였다. 전설적인 가수들인 본 조비, 마이클 잭슨, 디페쉬 모드, 메탈리카, 롤링 스톤스, 티나 터너, 그리고 판 헤일런을 비롯하여 이곳에서 콘서트를 열기도 하였다.
베저슈타디온은 현재 리모델링 중이다. 리모델링 후, 경기장은 축구 경기장으로 교체되며, 관중석이 피치 근처까지 설치될 것이다. 리모델링에는 스탠드와 피치 사이의 트랙을 없애고, 3번째 관중석 티어를 증축할 것이다.

## 갤러리

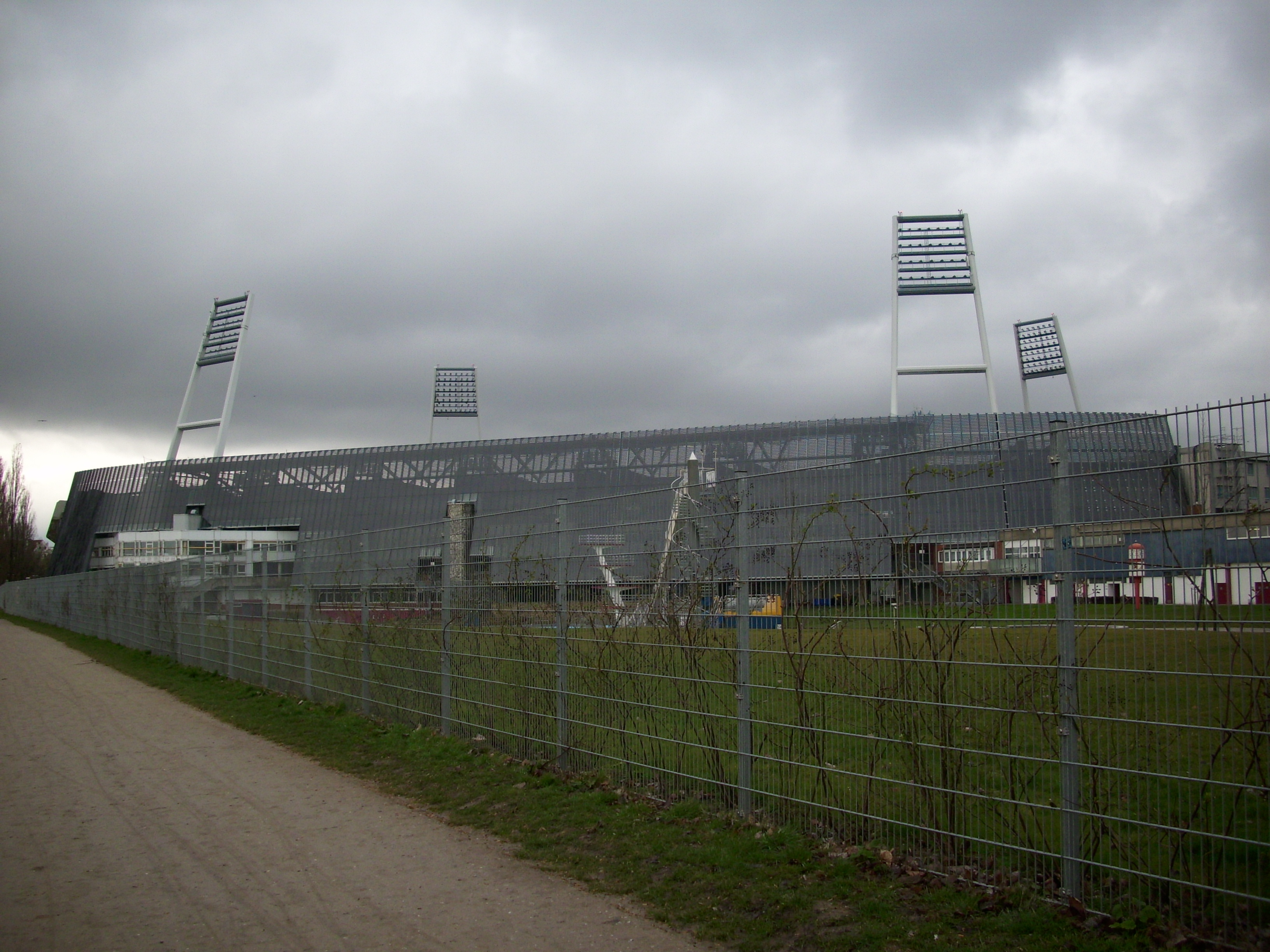
투명한 외관으로 이루어진 2009년의 베저슈타디온
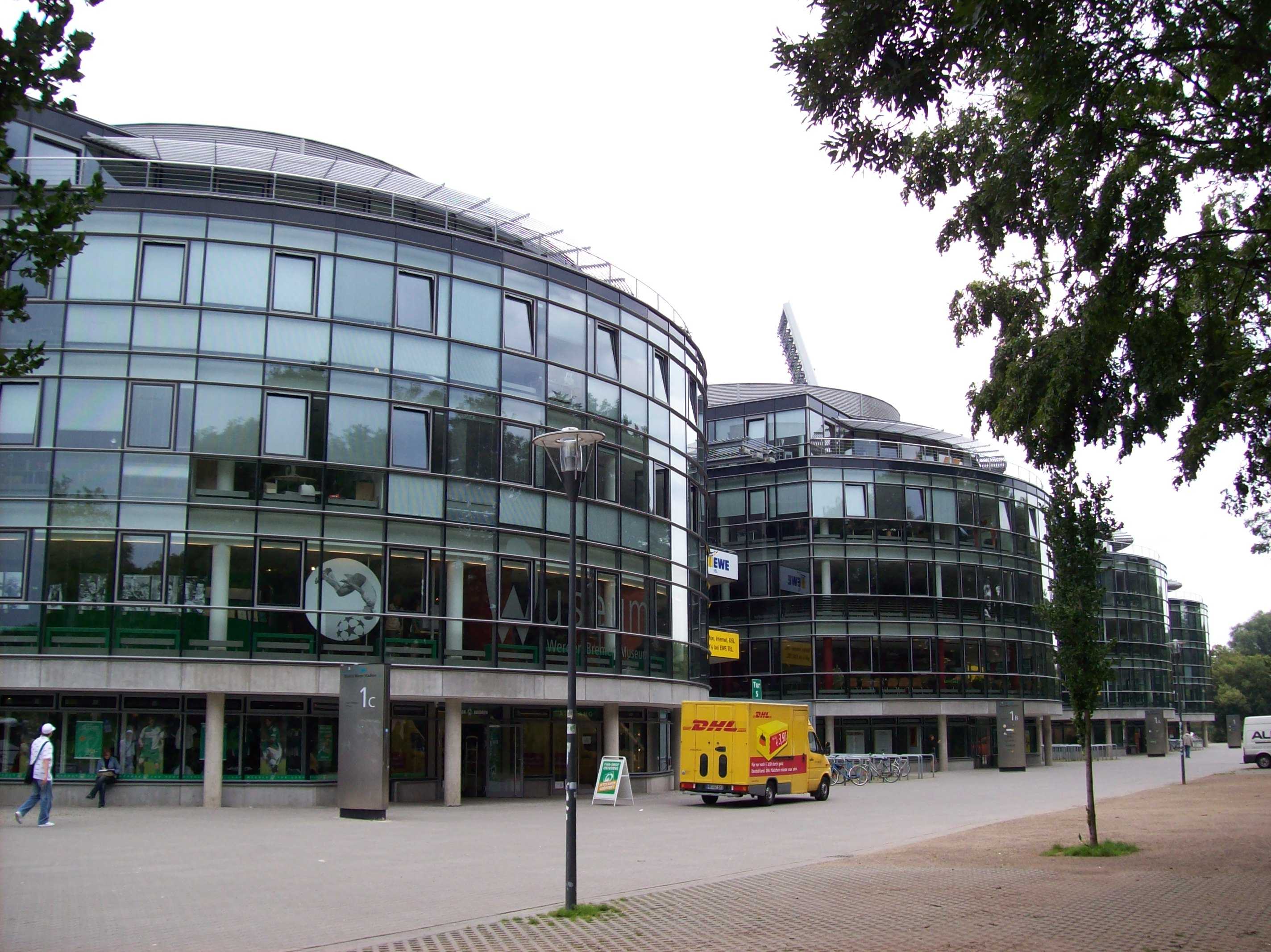
2007년의 경기장 북쪽 출입구
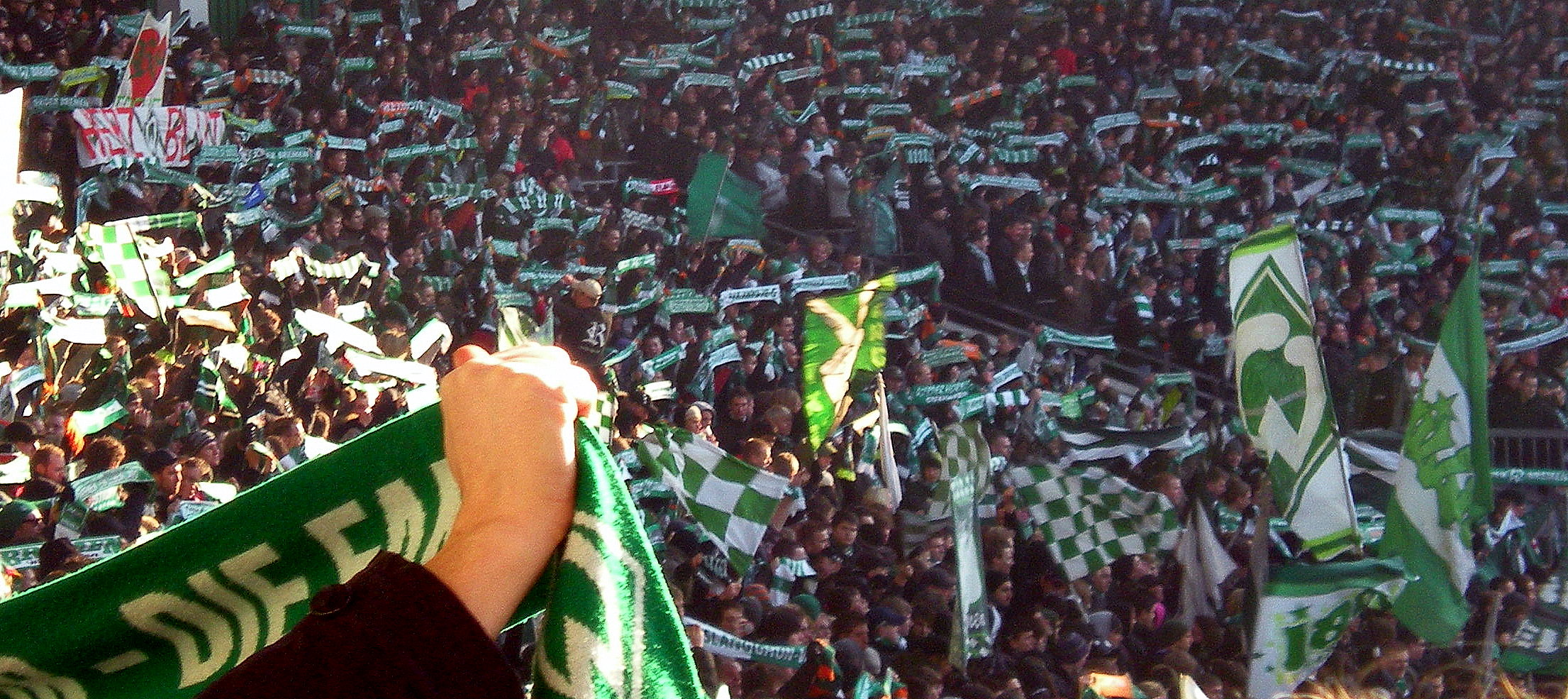
2009년의 서쪽 스탠드 울트라 서포터 (Ostkurve)
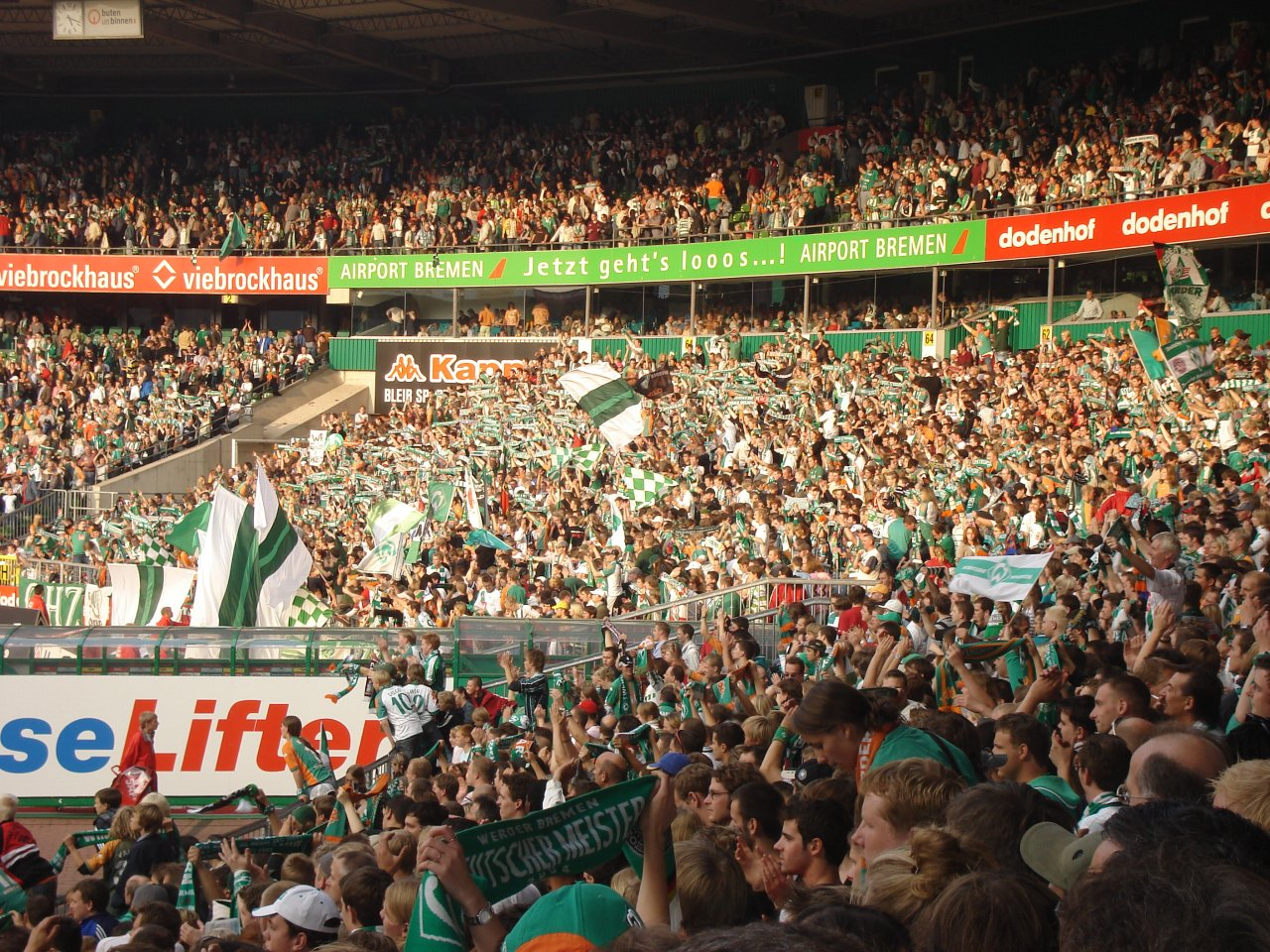
2006년의 서쪽 스탠드 울트라 서포터 (Ostkurve)